# Frontera (2014)
Frontera (bra: Fronteira) é um filme de drama estadunidense de faroeste de 2014 dirigido por Michael Berry. O filme é estrelado por Eva Longoria, Michael Peña, Ed Harris e Amy Madigan.

## Enredo
Na fronteira entre os Estados Unidos e o México, Miguel Ramirez atravessa a fronteira ilegalmente para trabalhar. Ao entrar nos Estados Unidos, ele conhece Olivia, a esposa de Roy, um ex-xerife e dono das terras pelas quais Miguel está passando. Olivia dá a ele e a seu companheiro José água e um cobertor, e sai depois de dizer a eles que há uma rodovia não muito longe onde eles podem tentar parar um passeio.
Pouco depois, meninos locais que estão atirando nas armas de seus pais sem permissão, decidem começar a atirar em Miguel e José na tentativa de assustá-los de volta para o outro lado da fronteira. Olivia cavalga de volta para investigar, mas os tiros assustam o cavalo que ela estava montando e ela cai e bate com a cabeça em uma pedra. Miguel tenta ajudar enquanto José foge, mas é assustado por Roy que veio por causa do tiroteio.
Olivia é declarada morta pelos paramédicos e José se junta a dois outros imigrantes ilegais mexicanos que invadem a casa de uma família americana, roubando comida, dinheiro e um carro deles. Enquanto isso, Miguel arruma um emprego como jardineiro.
O enlutado Roy começa a investigar a morte de sua esposa. Ele primeiro acusa Miguel, pensando que ele estava tentando roubar seu cavalo. Ele encontra os cartuchos de bala que os meninos deixaram para trás, bem como um vigilante que atira em imigrantes mexicanos ilegais. Roy tenta correr atrás do veículo do vigilante, mas não consegue alcançá-lo.
Jose é preso por soldados estaduais e deportado para o México. A polícia local informa a Roy que o cobertor de montar de sua esposa foi encontrado no carro. Enquanto isso, um policial identifica Miguel com base em uma descrição que Roy deu à polícia e o prende. Ele é levado sob custódia policial por ser considerado o principal suspeito da morte de Olivia e deve ser julgado por assassinato em primeiro grau. Miguel contata os pais de sua esposa para lhes contar o que aconteceu. Quando sua esposa Paulina descobre, ela tenta cruzar a fronteira sozinha.
Paulina é estuprada a caminho dos Estados Unidos e é presa por um resgate que sua família não pode pagar. Roy visita Miguel em sua cela e ouve sua versão da história. Tocado pela ética de trabalho de Miguel, ele tenta ajudá-lo a encontrar sua esposa. Roy confronta um dos pais dos meninos que causaram a morte de Olivia, ele próprio um xerife, e finalmente o convence a retirar as acusações de assassinato contra Miguel.
Paulina é encontrada por acaso em uma casa vazia e se reencontra com sua família. Roy oferece a Miguel um emprego para consertar a cerca quebrada entre suas terras e o México. Eles concordam em se encontrar do lado dele da cerca para que Roy possa pagar a Miguel e Miguel faça os reparos do México. Miguel agradece a Roy pelo novo trabalho e começa a trabalhar imediatamente. Roy admira a ética de trabalho de Miguel e começa a cavalgar para sua fazenda.
Entretanto, o vigilante está de volta, desta vez visando Miguel, que ainda está a reparar a vedação. No entanto, Roy pára o vigilante no último minuto, salvando Miguel.

## Elenco
- Eva Longoria como Paulina Ramirez
- Michael Peña como Miguel Ramirez
- Ed Harris como Roy McNary
- Amy Madigan como Olivia McNary
- Matthew Page como Carl
- Julio Cedillo como Ramon / Coiote Principal
- Seth Adkins como Sean
- Daniel Zacapa como Abuelo
- Lora Martinez-Cunningham como Laura Zamora
- Michael Ray Escamilla como Jose
- Aden Young como o xerife Randall Hunt

## Recepção
No Rotten Tomatoes, o filme tem uma taxa de aprovação de 54% com base em 24 críticas e uma classificação média de 6.30/10. O consenso crítico do site diz: "Frontera é solidamente escalado, bem montado e bem atuado; infelizmente, também é um tanto enfadonho e bastante esquecível". Christy Lemire, do RogerEbert.com, deu ao filme 2.5 de 5, enquanto o Metacritic deu 58 de 100, baseando sua pontuação em 13 análises críticas.